# Чемпионат Европы по баскетболу среди женщин 2015. Группа C
В этой статье представлено положение команд и результаты матчей в группе С первого раунда чемпионата Европы по баскетболу среди женщин 2015. Состав группы был определён во время жеребьёвки 29 ноября 2014 в Будапеште (Венгрия). В группе участвовали Великобритания, Латвия, Россия, Сербия и Хорватия. Команды сыграли друг с другом в один круг. Матчи группы прошли с 11 по 15 июня 2015 года на «Арене Савария» в Сомбатхее (Венгрия). Три лучшие команды вышли во второй раунд.

## Команды
| Команда        | Квалификация                          | Квалификация | Участие   | Участие | Участие | Лучший результат           |
| Команда        | Способ                                | Дата         | Последнее | Всего   | Подряд  | Лучший результат           |
| -------------- | ------------------------------------- | ------------ | --------- | ------- | ------- | -------------------------- |
| Великобритания | 2-я команда квалификационной группы D | 25 июня 2014 | 2013      | 3       | 3       | 9-е место (2013)           |
| Латвия         | Победитель квалификационной группы C  | 22 июня 2014 | 2013      | 7       | 6       | 4-е место (2007)           |
| Россия         | Победитель квалификационной группы E  | 25 июня 2014 | 2013      | 12      | 12      | Чемпион (2003, 2007, 2011) |
| Сербия         | 4-е место женского Евробаскета 2013   | 26 июня 2013 | 2013      | 10      | 2       | 4-е место (2013)           |
| Хорватия       | Победитель квалификационной группы F  | 22 июня 2014 | 2013      | 6       | 3       | 5-е место (2011)           |

## Положение команд
|  | Команда вышла в плей-офф  |
|  | Команда выбыла из турнира |

| Команда        | Игр | В | П | МЗ  | МП  | МР  | Очки |
| -------------- | --- | - | - | --- | --- | --- | ---- |
| Россия         | 4   | 3 | 1 | 293 | 223 | +70 | 7    |
| Сербия         | 4   | 3 | 1 | 294 | 263 | +31 | 7    |
| Хорватия       | 4   | 2 | 2 | 277 | 305 | −28 | 6    |
| Латвия         | 4   | 2 | 2 | 258 | 263 | −5  | 6    |
| Великобритания | 4   | 0 | 4 | 222 | 290 | −68 | 4    |

## Результаты матчей

### 1-й тур

#### Латвия — Сербия
| 11 июня 2015 16:30 | Отчёт | Латвия                     | 60:76    | Сербия                | «Арена Савария», Сомбатхей Зрителей: 200 Судьи: Фабиана Мартинеску, Януш Цалик, Эзлем Ялман |
| 11 июня 2015 16:30 | Отчёт | 19:21, 18:18, 11:19, 12:18 |          |                       | «Арена Савария», Сомбатхей Зрителей: 200 Судьи: Фабиана Мартинеску, Януш Цалик, Эзлем Ялман |
| 11 июня 2015 16:30 | Отчёт | Екабсоне-Жогота 11         | Очки     | Петрович 19           | «Арена Савария», Сомбатхей Зрителей: 200 Судьи: Фабиана Мартинеску, Януш Цалик, Эзлем Ялман |
| 11 июня 2015 16:30 | Отчёт | Витола 16                  | Подборы  | Радочай, Бутулия по 6 | «Арена Савария», Сомбатхей Зрителей: 200 Судьи: Фабиана Мартинеску, Януш Цалик, Эзлем Ялман |
| 11 июня 2015 16:30 | Отчёт | Башко-Мелнбарде 5          | Передачи | Дабович 5             | «Арена Савария», Сомбатхей Зрителей: 200 Судьи: Фабиана Мартинеску, Януш Цалик, Эзлем Ялман |

#### Россия — Хорватия
| 11 июня 2015 19:00 | Отчёт | Россия                    | 83:62    | Хорватия    | «Арена Савария», Сомбатхей Зрителей: 200 Судьи: Мануэль Маццони, Илона Кучерова, Мила Чавара |
| 11 июня 2015 19:00 | Отчёт | 22:13, 20:19, 23:7, 18:23 |          |             | «Арена Савария», Сомбатхей Зрителей: 200 Судьи: Мануэль Маццони, Илона Кучерова, Мила Чавара |
| 11 июня 2015 19:00 | Отчёт | Принс 16                  | Очки     | Циглар 17   | «Арена Савария», Сомбатхей Зрителей: 200 Судьи: Мануэль Маццони, Илона Кучерова, Мила Чавара |
| 11 июня 2015 19:00 | Отчёт | Осипова 10                | Подборы  | Иванкович 8 | «Арена Савария», Сомбатхей Зрителей: 200 Судьи: Мануэль Маццони, Илона Кучерова, Мила Чавара |
| 11 июня 2015 19:00 | Отчёт | Осипова 6                 | Передачи | Мазич 4     | «Арена Савария», Сомбатхей Зрителей: 200 Судьи: Мануэль Маццони, Илона Кучерова, Мила Чавара |

### 2-й тур

#### Хорватия — Латвия
| 12 июня 2015 16:30 | Отчёт | Хорватия                   | 67:63    | Латвия                       | «Арена Савария», Сомбатхей Зрителей: 110 Судьи: Януш Цалик, Мануэль Маццони, Сония Тейшейра |
| 12 июня 2015 16:30 | Отчёт | 20:19, 16:10, 12:14, 19:20 |          |                              | «Арена Савария», Сомбатхей Зрителей: 110 Судьи: Януш Цалик, Мануэль Маццони, Сония Тейшейра |
| 12 июня 2015 16:30 | Отчёт | Слишкович 15               | Очки     | Стейнберга 24                | «Арена Савария», Сомбатхей Зрителей: 110 Судьи: Януш Цалик, Мануэль Маццони, Сония Тейшейра |
| 12 июня 2015 16:30 | Отчёт | Иванкович 10               | Подборы  | Стейнберга 8                 | «Арена Савария», Сомбатхей Зрителей: 110 Судьи: Януш Цалик, Мануэль Маццони, Сония Тейшейра |
| 12 июня 2015 16:30 | Отчёт | Милоглав 3                 | Передачи | Эглите, Екабсоне-Жогота по 4 | «Арена Савария», Сомбатхей Зрителей: 110 Судьи: Януш Цалик, Мануэль Маццони, Сония Тейшейра |

#### Великобритания — Россия
| 12 июня 2015 19:00 | Отчёт | Великобритания           | 40:71    | Россия        | «Арена Савария», Сомбатхей Зрителей: 110 Судьи: Илона Кучерова, Фабиана Мартинеску, Эзлем Ялман |
| 12 июня 2015 19:00 | Отчёт | 13:25, 9:13, 12:13, 6:20 |          |               | «Арена Савария», Сомбатхей Зрителей: 110 Судьи: Илона Кучерова, Фабиана Мартинеску, Эзлем Ялман |
| 12 июня 2015 19:00 | Отчёт | Стюарт 10                | Очки     | Вадеева 13    | «Арена Савария», Сомбатхей Зрителей: 110 Судьи: Илона Кучерова, Фабиана Мартинеску, Эзлем Ялман |
| 12 июня 2015 19:00 | Отчёт | Аллен 8                  | Подборы  | Вадеева 8     | «Арена Савария», Сомбатхей Зрителей: 110 Судьи: Илона Кучерова, Фабиана Мартинеску, Эзлем Ялман |
| 12 июня 2015 19:00 | Отчёт | Аллен 2                  | Передачи | 3 игрока по 3 | «Арена Савария», Сомбатхей Зрителей: 110 Судьи: Илона Кучерова, Фабиана Мартинеску, Эзлем Ялман |

### 3-й тур

#### Латвия — Великобритания
| 13 июня 2015 16:30 | Отчёт | Латвия                   | 67:58    | Великобритания | «Арена Савария», Сомбатхей Зрителей: 150 Судьи: Илона Кучерова, Эзлем Ялман, Мила Чавара |
| 13 июня 2015 16:30 | Отчёт | 20:20, 6:7, 23:11, 18:20 |          |                | «Арена Савария», Сомбатхей Зрителей: 150 Судьи: Илона Кучерова, Эзлем Ялман, Мила Чавара |
| 13 июня 2015 16:30 | Отчёт | Стейнберга 25            | Очки     | Фэгбени 22     | «Арена Савария», Сомбатхей Зрителей: 150 Судьи: Илона Кучерова, Эзлем Ялман, Мила Чавара |
| 13 июня 2015 16:30 | Отчёт | Эглите, Витола по 7      | Подборы  | Хэнди 6        | «Арена Савария», Сомбатхей Зрителей: 150 Судьи: Илона Кучерова, Эзлем Ялман, Мила Чавара |
| 13 июня 2015 16:30 | Отчёт | Екабсоне-Жогота 6        | Передачи | Вэндеруол 3    | «Арена Савария», Сомбатхей Зрителей: 150 Судьи: Илона Кучерова, Эзлем Ялман, Мила Чавара |

#### Сербия — Хорватия
| 13 июня 2015 19:00 | Отчёт | Сербия                     | 89:72    | Хорватия               | «Арена Савария», Сомбатхей Зрителей: 400 Судьи: Фабиана Мартинеску, Януш Цалик, Сония Тейшейра |
| 13 июня 2015 19:00 | Отчёт | 19:20, 25:20, 26:17, 19:15 |          |                        | «Арена Савария», Сомбатхей Зрителей: 400 Судьи: Фабиана Мартинеску, Януш Цалик, Сония Тейшейра |
| 13 июня 2015 19:00 | Отчёт | Милованович 18             | Очки     | Борович 17             | «Арена Савария», Сомбатхей Зрителей: 400 Судьи: Фабиана Мартинеску, Януш Цалик, Сония Тейшейра |
| 13 июня 2015 19:00 | Отчёт | Айдукович 8                | Подборы  | Мажич 7                | «Арена Савария», Сомбатхей Зрителей: 400 Судьи: Фабиана Мартинеску, Януш Цалик, Сония Тейшейра |
| 13 июня 2015 19:00 | Отчёт | А. Дабович 5               | Передачи | Циглар, Слишкович по 4 | «Арена Савария», Сомбатхей Зрителей: 400 Судьи: Фабиана Мартинеску, Януш Цалик, Сония Тейшейра |

### 4-й тур

#### Великобритания — Сербия
| 14 июня 2015 16:30 | Отчёт | Великобритания             | 54:76    | Сербия       | «Арена Савария», Сомбатхей Зрителей: 300 Судьи: Януш Цалик, Илона Кучерова, Мила Чавара |
| 14 июня 2015 16:30 | Отчёт | 12:21, 14:15, 12:28, 16:12 |          |              | «Арена Савария», Сомбатхей Зрителей: 300 Судьи: Януш Цалик, Илона Кучерова, Мила Чавара |
| 14 июня 2015 16:30 | Отчёт | Вэндеруол 13               | Очки     | Петрович 17  | «Арена Савария», Сомбатхей Зрителей: 300 Судьи: Януш Цалик, Илона Кучерова, Мила Чавара |
| 14 июня 2015 16:30 | Отчёт | Фэгбени 10                 | Подборы  | Пейдж 12     | «Арена Савария», Сомбатхей Зрителей: 300 Судьи: Януш Цалик, Илона Кучерова, Мила Чавара |
| 14 июня 2015 16:30 | Отчёт | Коллинз 3                  | Передачи | М. Дабович 6 | «Арена Савария», Сомбатхей Зрителей: 300 Судьи: Януш Цалик, Илона Кучерова, Мила Чавара |

#### Россия — Латвия
| 14 июня 2015 19:00 | Отчёт | Россия                     | 62:68    | Латвия             | «Арена Савария», Сомбатхей Зрителей: 300 Судьи: Мануэль Маццони, Эзлем Ялман, Сония Тейшейра |
| 14 июня 2015 19:00 | Отчёт | 15:22, 16:14, 17:11, 14:21 |          |                    | «Арена Савария», Сомбатхей Зрителей: 300 Судьи: Мануэль Маццони, Эзлем Ялман, Сония Тейшейра |
| 14 июня 2015 19:00 | Отчёт | Принс 16                   | Очки     | Екабсоне-Жогота 20 | «Арена Савария», Сомбатхей Зрителей: 300 Судьи: Мануэль Маццони, Эзлем Ялман, Сония Тейшейра |
| 14 июня 2015 19:00 | Отчёт | Осипова 11                 | Подборы  | Стейнберга 8       | «Арена Савария», Сомбатхей Зрителей: 300 Судьи: Мануэль Маццони, Эзлем Ялман, Сония Тейшейра |
| 14 июня 2015 19:00 | Отчёт | Принс 6                    | Передачи | Стейнберга 3       | «Арена Савария», Сомбатхей Зрителей: 300 Судьи: Мануэль Маццони, Эзлем Ялман, Сония Тейшейра |

### 5-й тур

#### Хорватия — Великобритания
| 15 июня 2015 16:30 | Отчёт | Хорватия                   | 76:70    | Великобритания | «Арена Савария», Сомбатхей Зрителей: 250 Судьи: Мануэль Маццони, Януш Цалик, Сония Тейшейра |
| 15 июня 2015 16:30 | Отчёт | 25:12, 20:24, 17:22, 14:12 |          |                | «Арена Савария», Сомбатхей Зрителей: 250 Судьи: Мануэль Маццони, Януш Цалик, Сония Тейшейра |
| 15 июня 2015 16:30 | Отчёт | Борович 23                 | Очки     | Вэндеруол 20   | «Арена Савария», Сомбатхей Зрителей: 250 Судьи: Мануэль Маццони, Януш Цалик, Сония Тейшейра |
| 15 июня 2015 16:30 | Отчёт | Слишкович 7                | Подборы  | Фэгбени 10     | «Арена Савария», Сомбатхей Зрителей: 250 Судьи: Мануэль Маццони, Януш Цалик, Сония Тейшейра |
| 15 июня 2015 16:30 | Отчёт | Циглар 7                   | Передачи | Вэндеруол 4    | «Арена Савария», Сомбатхей Зрителей: 250 Судьи: Мануэль Маццони, Януш Цалик, Сония Тейшейра |

#### Сербия — Россия
| 15 июня 2015 19:00 | Отчёт | Сербия                    | 53:77    | Россия      | «Арена Савария», Сомбатхей Зрителей: 300 Судьи: Фабиана Мартинеску, Илона Кучерова, Мила Цавара |
| 15 июня 2015 19:00 | Отчёт | 17:18, 7:23, 16:19, 13:17 |          |             | «Арена Савария», Сомбатхей Зрителей: 300 Судьи: Фабиана Мартинеску, Илона Кучерова, Мила Цавара |
| 15 июня 2015 19:00 | Отчёт | А. Дабович 15             | Очки     | Белякова 19 | «Арена Савария», Сомбатхей Зрителей: 300 Судьи: Фабиана Мартинеску, Илона Кучерова, Мила Цавара |
| 15 июня 2015 19:00 | Отчёт | Пейдж 9                   | Подборы  | Виеру 16    | «Арена Савария», Сомбатхей Зрителей: 300 Судьи: Фабиана Мартинеску, Илона Кучерова, Мила Цавара |
| 15 июня 2015 19:00 | Отчёт | А. Дабович 3              | Передачи | Осипова 13  | «Арена Савария», Сомбатхей Зрителей: 300 Судьи: Фабиана Мартинеску, Илона Кучерова, Мила Цавара |